# Dorothy Garrod
 (mai 2015).
Pour les articles homonymes, voir Garrod.
Dorothy Annie Elizabeth Garrod, née le 5 mai 1892 à Oxford et morte le 18 décembre 1968 à Cambridge, est une préhistorienne et paléoanthropologue britannique. Elle fut la première femme à occuper une chaire professorale à l'université de Cambridge, notamment grâce à ses travaux sur la période paléolithique au Proche-Orient. Elle est la fille du médecin Sir Archibald Garrod.

## Carrière académique

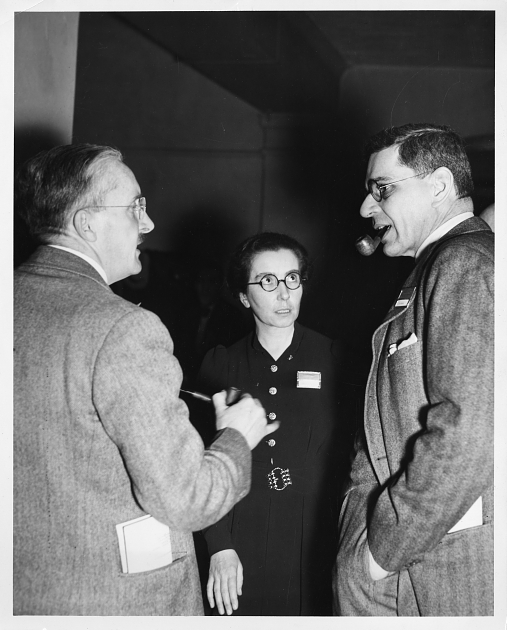
Dorothy Garrod à lInternational Symposium on Early Man (symposium international sur l'Homme primitif) de Philadelphie en mars 1937.

Dorothy Garrod fait ses études au Newnham College de l'université de Cambridge, où elle obtient un diplôme en histoire. Après avoir interrompu ses études, elle s'inscrit à l'université d'Oxford, où elle obtient des diplômes en archéologie et en anthropologie. Elle poursuit ses études en France sous le patronage de Henri Breuil.
En 1927, elle participe à la Commission internationale dont les travaux concluent que des objets ont été introduits frauduleusement dans le site controversé de Glozel.
Après avoir été chargée d'un certain nombre d'autres postes académiques, elle est nommée en 1939 à la chaire de professorat d'archéologie à Cambridge, poste qu'elle occupe jusqu'en 1952, avec une interruption vers la fin de la Seconde Guerre mondiale, où elle sert dans les Women's Auxiliary Air Force. Elle est alors affectée comme officier de section de l'unité d'interprétation photographique de la base Medmenham de la RAF.  
Dorothy Garrod est la première femme professeur à Cambridge. Les premières femmes à y avoir enseigné sont engagées en 1921, et en 1926 ; l'université leur octroie les premiers titres (diplômes) mais sans les privilèges correspondants (aucune participation à la direction de l'université). Ce n'est qu'à partir de 1947 que la participation entière est accordée aux femmes professeurs.

## Travaux
Dorothy Garrod participe notamment entre 1925 et 1926 à des fouilles à Gibraltar, en Palestine et, en 1928, mène une expédition au sud du Kurdistan, où elle fouille en particulier le site de Zarzi et pose les bases de l'identification de la culture épipaléolithique locale appelée Zarzien. À la suite, elle dirige des fouilles au mont Carmel, en Palestine, où, en étroite collaboration avec Dorothea Bate, elle met en évidence une présence humaine de longue durée, du Paléolithique inférieur au Mésolithique, dans les grottes de Tabun, El-Wad, Es Skhul, Shuqba, et Kébara, en Palestine. Ses travaux constituent une contribution majeure pour la compréhension de la chronologie d'occupation préhistorique de la région.
Elle détermine également les caractéristiques culturelles du Natoufien (de Wadi an-Natuf, où est localisée la grotte de Shuqba), d'après les fouilles qu'elle a conduites à Es Skhul et à El Wad. Le cadre chronologique résultant de ses travaux au Levant demeure crucial pour la compréhension de l'évolution préhistorique dans cette région. Ses fouilles dans les grottes du Levant n'ont presque été menées qu'avec des ouvrières recrutées dans les villages locaux, bien qu'elle travaille aussi avec son ami l'archéologue Francis Turville-Petre à la grotte de Kébara, le site-type de la culture kébarienne.
Elle rejoint en 1946 l'archéologue française Suzanne Cassou de Saint-Mathurin (qu'elle a rencontrée auparavant sur des fouilles en Palestine) pour faire des recherches sur le site du Roc-aux-Sorciers (Vienne). Elles découvrent ensemble des statues pariétales.

## Honneurs
Dorothy Garrod est élue fellow de la British Academy en 1952. Elle est nommée commandeur de l'ordre de l'Empire britannique en 1965. Elle reçoit également la médaille d'or de la Society of Antiquaries of London en 1968.